# Station Hayange
Station is een spoorwegstation in de Franse gemeente Hayange.